# 壱岐交通

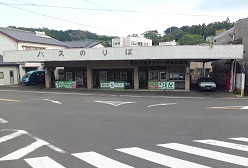
壱岐交通　新道バスターミナル

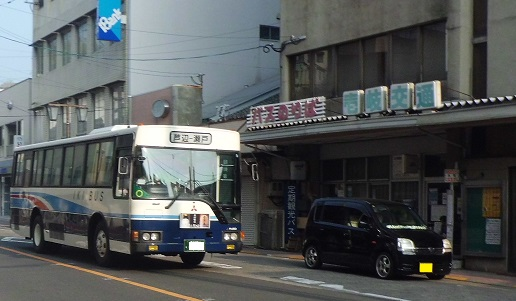
壱岐交通　本町バス停

壱岐交通株式会社（いきこうつう）は、長崎県の壱岐島島内で乗合バス事業および貸切バス事業を行うバス事業者。
会社設立は1919年（大正8年）12月27日。本社所在地は壱岐市郷ノ浦町東触575番地2。

## 沿革
- 1917年（大正6年）10月 - 石田村山崎出身の青年、赤木要次郎がフォード6人乗りの自動車を初めて壱岐に乗り入れる（郷ノ浦港から陸揚げ）。
- 1918年（大正7年）12月 - 赤木要次郎が自動車会社設立を出願し認可される。定期乗客輸送営業を開始。
- 1919年（大正8年）
  - 8月 - 赤木要次郎、組織を変更し「赤山合名会社」に改称。本社を壱岐郡立病院下（現:新道バスターミナル）に設置。
  - 12月27日 - 島内有志（代表:立石重人 等）によって「壱岐交運株式会社」が設立される。赤山合名会社の事業を継承。資本金30,500円。
- 1921年（大正10年）1月 - 乗合自動車による輸送事業経営を開始。
  - 当初の免許路線は郷ノ浦の郡立病院下の新道を起点として勝本方面・芦辺方面・印通寺方面に各3往復であった。
- 1924年（大正13年）4月 - 壱岐一周定期路線を開設。
- 1926年（大正15年）12月 - 湯ノ本を路線に加える。
- 1927年（昭和2年）- 郷ノ浦・湯ノ本間に定期バスの運行を開始。
- 1940年（昭和15年）3月 - 資本金80,000円。
- 1944年（昭和19年）- 壱岐合同タクシーを買収。
- 1945年（昭和20年）- 壱岐合同トラックを買収。
- 1947年（昭和22年）- 資本金36万円。
- 1949年（昭和24年）- 資本金100万円。
- 1950年（昭和25年）
  - 資本金400万円。
  - 三菱水島工場の製造する三輪車ミズシマ号を導入し、タクシー事業を展開。
- 1952年（昭和27年）2月 - 路線バス、渡良線を開設。
- 1953年（昭和28年）- 資本金1,000万円。
- 1954年（昭和29年）3月 - 旅客部門を唐津の昭和自動車に、トラック部門を大和運送株式会社に譲渡。
- 1955年（昭和30年）
  - この年 - 印通寺・芦辺・勝本・湯ノ本にタクシー営業所を設置。
  - 4月 - 路線バス、初山線（南明寺まで）を開設。
  - 12月 - 路線バス、初山線をイルカ鼻まで延長。
- 1956年（昭和31年）
  - この年 - 瀬戸にタクシー営業所を設置。
  - 8月 - 大型車36人乗りグリーンシート車を増車。
- 1957年（昭和32年）2月 - 社名を「壱岐交通株式会社」（現社名）に改称。
- 1961年（昭和36年）
  - この年 - 全車両（バス）を大型化する。
  - 12月 - 石田村に玄海タクシーが設立されたため、石田のタクシー営業所を廃止。
- 1962年（昭和37年）9月 - 勝本タクシーの設立により、勝本のタクシー営業所を廃止。
- 1963年（昭和38年）
  - 8月 - 芦辺タクシーの設立により、芦辺のタクシー営業所を廃止。
  - 10月 - 瀬戸タクシーの設立により、瀬戸のタクシー営業所を廃止。
- 1971年（昭和46年）- ボウリング場・レストラン・宴会場・バスターミナルを一体化した商業施設を郷ノ浦町本町に開業[1]。
- 1972年（昭和47年）- 前年開業の商業施設に宿泊施設を建て増しし、「壱岐交通ホテル」を開業[1]。
- 2005年（平成17年）- 壱岐市民病院の開院に伴いバス停を新設。病院入口前への乗り入れを開始。
- 2006年（平成18年）9月20日 - 壱岐交通ホテルを廃業[1]。
- 2010年（平成22年）- 壱岐市立一支国博物館の開館に伴いバス停を新設。博物館入口前への乗り入れを開始。
- 2013年（平成25年）4月 - 壱岐観光タクシーの事業を継承。
- 2015年（平成27年）12月 - ラッピングバスの運行を開始。
- 2024年（令和6年） - 運賃・定期券・一日乗車券の購入にQRコード決済（PayPay・Alipay）が使用可能となった。

## 乗合バス

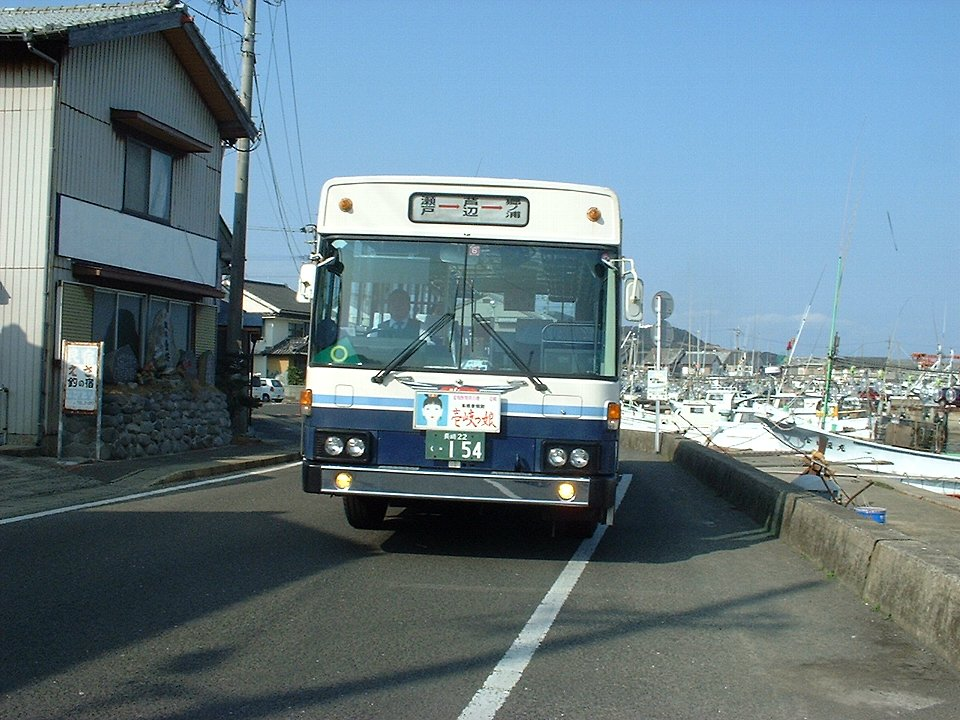
勝本バス停に接近する乗合車

壱岐島（壱岐本島）の中心部である島の南西部の旧郷ノ浦町中心部にある郷ノ浦本町バスターミナルを中心として、島内各地域に乗合バス路線を持つ。郷ノ浦と島外との交通の拠点となる郷ノ浦港、印通寺港、芦辺漁港、壱岐空港の間では、船舶や航空機の発着時刻にあわせて路線バスを運行している。
地元島民と観光客で扱いを明確に分けており、島民向け時刻表には支線ダイヤを細かく明記する一方、観光客向け時刻表ではこれらが省略され観光地への時刻を重点的に紹介するなど違いがある。1日乗車券も観光客に対しては毎日発売するが、島民には土日にしか発売しなかった時期が長かったが、2017年（平成29年）4月から1日乗車券の発売を平日でも全島民に発売可能とした。

### 路線
一部を記載。
郷ノ浦地区の「新道」または「本町」を起点として、各方面へのバスが運行されている。
同じ行先でも経由地の異なる路線が複数存在する為、注意が必要である。
「郷ノ浦港」では、連絡バスの郷ノ浦方面（本町、新道）行き、または壱岐病院行きのシャトルバスのみが運行され、他の便は運行されない。他の地域へ向かいたい場合は「本町」で乗り換える必要がある。「郷ノ浦港」と「本町」は約1kmほどの道のりである。
郷ノ浦方面や石田（印通寺）方面から「芦辺港」へ向かいたい場合、方向幕に「芦辺」の記載があっても「芦辺港」まで行かない便がある。「芦辺」と「芦辺港」は異なるバス停であり、最短経路でも2kmほど離れている。「芦辺港」まで行きたい場合、方向幕に「瀬戸」または「芦辺港」と記載のあるバスであれば「芦辺港」へ直接向かう。あるいは石田（印通寺）方面から「芦辺港」へ直接向かう便は非常に少ない為、一旦「芦辺」まで乗車して、「芦辺」で前述のバスに乗り換えるか、2kmほど歩く。逆も同様である。
- 郷ノ浦 - 那賀 - 勝本 - 瀬戸 - 芦辺港 - 芦辺 - 壱岐病院 - 郷ノ浦
- 郷ノ浦 - 那賀 - 勝本 - 瀬戸 - 芦辺港 - 芦辺 - 印通寺 - 印通寺港 - 郷ノ浦
- 郷ノ浦 - 那賀 - 中野郷 - 芦辺 - 八幡
- 郷ノ浦 - 湯ノ本 - 勝本（勝本方面行きについては、夏季の一部期間のみイルカパーク＆リゾートを経由する）
- 郷ノ浦 - 湯ノ本 - 商業高校 - 勝本
- 郷ノ浦 - 印通寺港 - 印通寺 - 芦辺（ - 八幡）
- 郷ノ浦 - 印通寺港 - 印通寺 - 芦辺 - 谷江 - 商業高校
- 郷ノ浦 - 印通寺港 - 印通寺 - 山崎
- 郷ノ浦 - 壱岐病院 - 印通寺港 - 印通寺 - 芦辺（ - 八幡）
- 郷ノ浦 - 渡良
- 郷ノ浦 - 若松
- 郷ノ浦 - 初山（初瀬）※運休中
- 郷ノ浦港 - 郷ノ浦 - 壱岐病院（壱岐病院シャトルバス）
- 郷ノ浦 - 郷ノ浦港（連絡バス）
- 郷ノ浦港 - 郷ノ浦 - 印通寺港 - 印通寺 - 海水浴場（筒城浜）（※上記郷ノ浦港連絡バスの夏季限定延伸便）
- 郷ノ浦 - 那賀 - 国分 - 芦辺港（連絡バス）
- 郷ノ浦 - 印通寺 - 壱岐空港（連絡バス）
- その他スクールバス

## 定期観光バス
郷ノ浦を午前中に出発し、壱岐島内各地を回り、昼間に郷ノ浦に戻る午前コースと、午後に再び島内を回り、夕方に郷ノ浦に戻る午後コースを各1本運行している。午前と午後で回る場所が異なり、両方をつなげて1日コースとすることも可能。12月頃から春の初め頃までは運休する。

## 貸切バス

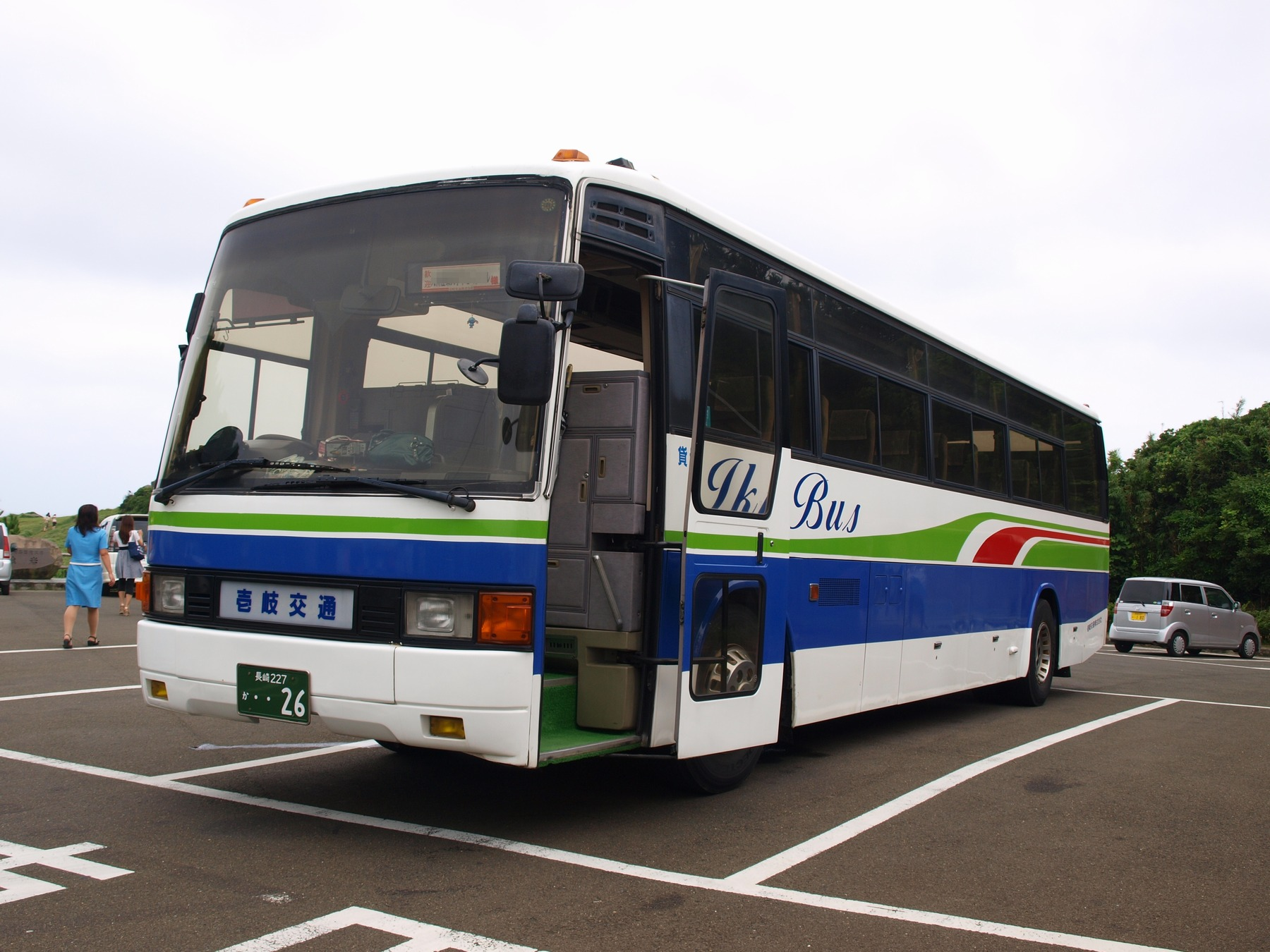
貸切専用車

貸切部門の強化を図りながら車両の増車を行っている。貸切専用車は計10台（小型1台、中型1台、大型8台）を保有（詳細は後述）。

## 運行関係施設
- 本社　長崎県壱岐市郷ノ浦町東触575-2

運行管理・駐車・給油・日常整備機能を全て備えている。
- 整備工場　長崎県壱岐市郷ノ浦町東触1120

このほか、湯ノ本･勝本･芦辺･瀬戸･石田に折返し待機用駐車施設を設けている。

## 車両
メーカーは三菱ふそうおよび日野自動車が選択されている。車種としては三菱エアロスター・ニューエアロスター、同エアロミディ（いずれも純正ボディ）、日野ブルーリボン（西工ボディ）、同レインボー小型などである。
かつては1ドアで座席がハイバックシートとなっている貸切・一般路線兼用仕様の大型車が導入されていたが、高齢者、身体障害者等の公共交通機関を利用した移動の円滑化の促進に関する法律（交通バリアフリー法）が施行されたことで貸切路線兼用車両の製造が難しくなったことから、現在は一般路線専用の中型の新車と中古車の貸切専用車を導入している。
2002年~2003年には初の交通バリアフリー法適合車として三菱ふそう・エアロミディMK（KK-MK23HJ・ワンステップ）各1台（計2台）が、2009年~2010年にはこれも初のノンステップ車として日野・ポンチョ（BDG-HX6JLAE。壱岐市民病院連絡バスを主体に運用）各1台（計2台）が導入された。

## 関連事業・子会社など
壱岐島内の集配郵便局間の郵便物逓送業務を行っており、郵便車仕様（アルミバンタイプ）の2ｔトラック（トヨタ・ダイナ）を2台保有している。
子会社の壱岐交通タクシーは島内でタクシー事業、レンタカー事業を行っている。また、2013年（平成25年）4月に壱岐観光タクシーを事業継承した。

## 参考資料
- 「郷ノ浦町史」（1998年（平成10年）6月30日、郷ノ浦町教育委員会）p.30